# Rivas Futura (metrostation)
Rivas Futura is een metrostation in Rivas-Vaciamadrid. Het station werd geopend op 11 juli 2008 en wordt bediend door lijn 9 van de metro van Madrid.